# 莫斯科火車頭足球俱樂部
莫斯科火車頭足球俱樂部（英语:FC locomotive Moscow）是俄罗斯职业足球俱乐部，位於俄羅斯联邦首都莫斯科，成立於1923年，主場為莫斯科火车头中央体育场(Центральный стадион)，可容納約30,000名球迷。
1923年球队以十月革命俱乐部的名义成立，在1931年更名为卡赞卡(Moskovskaya-Kazanskaya Zh.D)，最终在1936年改为现在的火车头俱乐部。火车头沿用的是苏联时期的一个革命体育队队名。
莫斯科火车头多次夺得顶级联赛的冠军头衔，俱乐部2002年和2004年夺得俄罗斯足球超级联赛的冠军，并且结束了莫斯科斯巴达的长期垄断，苏联时期俱乐部夺得过1937年和1957年的苏联杯赛冠军，而1996、1997、2000、2001、2007、2015、2017和2019年球队都取得了俄罗斯杯赛的冠军。而1959、1995、1999、2000、2001和2019球队分别夺得苏联联赛和俄罗斯联赛的联赛亚军，并且在1994、 1998、2005和2006年又 4 次获得联赛的第三名。俱乐部在2003和2005年还夺得了俄罗斯超级杯的冠军。
火车头俱乐部在1997–98和1998–99赛季两次进入了欧洲优胜者杯的半决赛。俱乐部也打入过2002–03赛季的欧洲冠军联赛第二阶段小组赛，2004年俱乐部由于客场净胜球的劣势在半準決賽中被摩纳哥所淘汰，这也是俱乐部在欧洲赛场中所取得的最佳成绩。

## 球员

### 阵容
註釋：國旗表示球員在國際足聯資格規則定義的國家隊。球員可能擁有一個以上非國際足聯國籍。
| 號碼 |          | 位置 | 球員              |
| ---- | -------- | ---- | ----------------- |
| 1    | 巴西     | 门将 | 马里纳图（队长）  |
| 4    | 西班牙   | 中场 | 阿爾貝托·薩帕特爾 |
| 5    | 俄罗斯   | 后卫 | 贝拉克            |
| 6    | 俄罗斯   | 中场 | 基格耶夫          |
| 7    | 波兰     | 中场 | 基祖華克          |
| 10   | 俄罗斯   | 中场 | 路斯高夫          |
| 11   | 俄罗斯   | 中场 | 米兰捷克          |
| 13   | 奈及利亞 | 前锋 | 维克多·奥比纳     |
| 14   | 克罗地亚 | 后卫 | 韦德兰·乔尔卢卡   |
| 17   | 乌克兰   | 后卫 | 塔拉斯·米哈利克   |
| 18   | 俄罗斯   | 前锋 | 罗曼·帕夫柳琴科   |
| 19   | 俄罗斯   | 中场 | 沙米多夫          |
| 21   | 俄罗斯   | 中场 | 图宾斯基          |
| 22   | 克罗地亚 | 门将 | 奇锡              |

| 號碼 |              | 位置 | 球員               |
| ---- | ------------ | ---- | ------------------ |
| 23   | 俄罗斯       | 中场 | 塔拉索夫（副队长） |
| 25   | 厄瓜多尔     | 前锋 | 加西度             |
| 26   | 白俄罗斯     | 中场 | 提哈罗             |
| 27   | 俄罗斯       | 中场 | 奥斯度耶夫         |
| 28   | 斯洛伐克     | 后卫 | 杜里卡             |
| 29   | 乌兹别克斯坦 | 后卫 | 维多力·丹尼索夫    |
| 33   | 塞内加尔     | 前锋 | 尼杜耶             |
| 41   | 俄罗斯       | 门将 | 卢班斯夫           |
| 49   | 俄罗斯       | 后卫 | 舒斯坚（副队长）   |
| 51   | 俄罗斯       | 后卫 | 比亚耶夫           |
| 55   | 俄罗斯       | 后卫 | 恩巴耶夫           |
| 77   | 俄罗斯       | 中场 | 卡捷约夫           |
| 79   | 俄罗斯       | 后卫 | 拉斯杜夫           |
| 90   | 巴西         | 前锋 | 马尔干·马基斯      |

## 荣誉

### 俄羅斯
- 俄羅斯足球超級聯賽

 冠軍： (3) 2002, 2004, 2017–18
 亞軍： (6) 1995, 1999, 2000, 2001. 2018–19, 2019–20
- 俄羅斯盃

 冠軍： (9) 1995–96, 1996–97, 1999–2000, 2000–01, 2006–07, 2014–15, 2016–17, 2018–19, 2020–21
- 俄羅斯超級盃

 冠軍： (3) 2003, 2005, 2019

### 蘇聯
- 苏联足球超级联赛

 亞軍： (1) 1959
- 蘇聯杯

 冠軍： (2) 1936, 1957
 亞軍： (1) 1990
- 苏联甲组足球联赛

 冠軍： (3) 1947, 1964, 1974
- 升班: (4) 1953, 1971, 1987, 1990
- 歐洲鐵路盃

 冠軍： (5) 1974, 1976, 1979, 1983, 1987
 亞軍： (1) 1963

### 獨聯體
- 独联体杯

 冠軍： (1) 2005

### 歐洲
- 歐洲盃賽冠軍盃
  - 準決賽: (2) 1998, 1999